# Lijst van Belgische schandalen
Dit is een lijst van schandalen (waaronder corruptiezaken) die plaatsvonden in of gelinkt zijn aan België. Ze zijn gesorteerd per tijdsperiode waarin de feiten plaatsvonden waarop het schandaal betrekking heeft, ook al strekt de nasleep ervan zich soms over decennia uit. Deze lijst is niet noodzakelijk volledig.

## 1960-1969
- Omkoopaffaire Turnhout-Beringen
- Zaak-Bogaerts

## 1970-1979
- RTT-schandaal
- Ibramco-affaire
- Zaak-Jurion
- Zaak-Polleunis

## 1980-1989
- Zaak-Bellemans
- Omkoopzaak Anderlecht-Nottingham Forest
- Obussencontract
- Parkeermeterfraude in Luik
- UNIOP-affaire
- Agustaschandaal
- Superclub-KS-affaire
- Moneytron

## 1990-1999
- Omkoopaffaire Eendracht Aalst
- Dioxinecrisis
- Zaak-Dutroux

## 2000-2009
- Lernout & Hauspie
- Zaak-Ye
- Marineschandaal
- Zaak-Koekelberg
- Kazachgate

## 2010-2019
- Zaak-Arcopar
- Seksueel misbruik binnen de Rooms-Katholieke Kerk
- Publifinschandaal
- Publipartschandaal
- Fipronilcrisis
- Samusocial schandaal
- Operatie Propere Handen

## 2020-2029
- Zaak-Kucam
- Zaak-El Kaouakibi